# Prima battaglia di Stockach
La prima battaglia di Stockach avvenne il 25 marzo 1799, quando gli eserciti francese e austriaco, guidati rispettivamente da Jean-Baptiste Jourdan e dall'arciduca Carlo, combatterono per il controllo della regione geograficamente strategica dell'Hegau, oggi nel Baden-Württemberg. In un contesto militare più ampio, questa battaglia costituisce una chiave di volta nella prima campagna in Germania sud-occidentale durante la guerra della seconda coalizione, parte delle guerre rivoluzionarie francesi.
Fu la seconda battaglia tra i francesi dell'Armata del Danubio, comandata da Jean-Baptiste Jourdan, e l'esercito asburgico sotto l'arciduca Carlo; gli eserciti si erano già scontrati pochi giorni prima, tra il 20 e il 22 marzo, fra i campi paludosi a sud-est di Ostrach e i rilievi di Pfullendorf. La superiore forza dell'esercito austriaco, in una proporzione di oltre tre a uno, aveva costretto i francesi a ritirarsi.
A Stockach i francesi concentrarono le loro forze in linee più corte, creando le condizioni per combattimenti intensi sul fronte principale; inizialmente, le linee dell'arciduca Carlo erano più estese, ma ben presto egli richiamò truppe supplementari dalle sue riserve per rafforzare il suo fronte. Quando una piccola forza francese comandata dal generale francese Dominique Vandamme stava per aggirare l'esercito austriaco sul fianco, l'intervento personale dell'arciduca fu cruciale per gli austriaci facendo guadagnare il tempo necessario per l'arrivo dei rinforzi. Il generale Jourdan, nel tentativo di radunare i suoi uomini, rischiò quasi di essere calpestato a morte. In definitiva, i francesi furono respinti sul Reno.

## Contesto storico

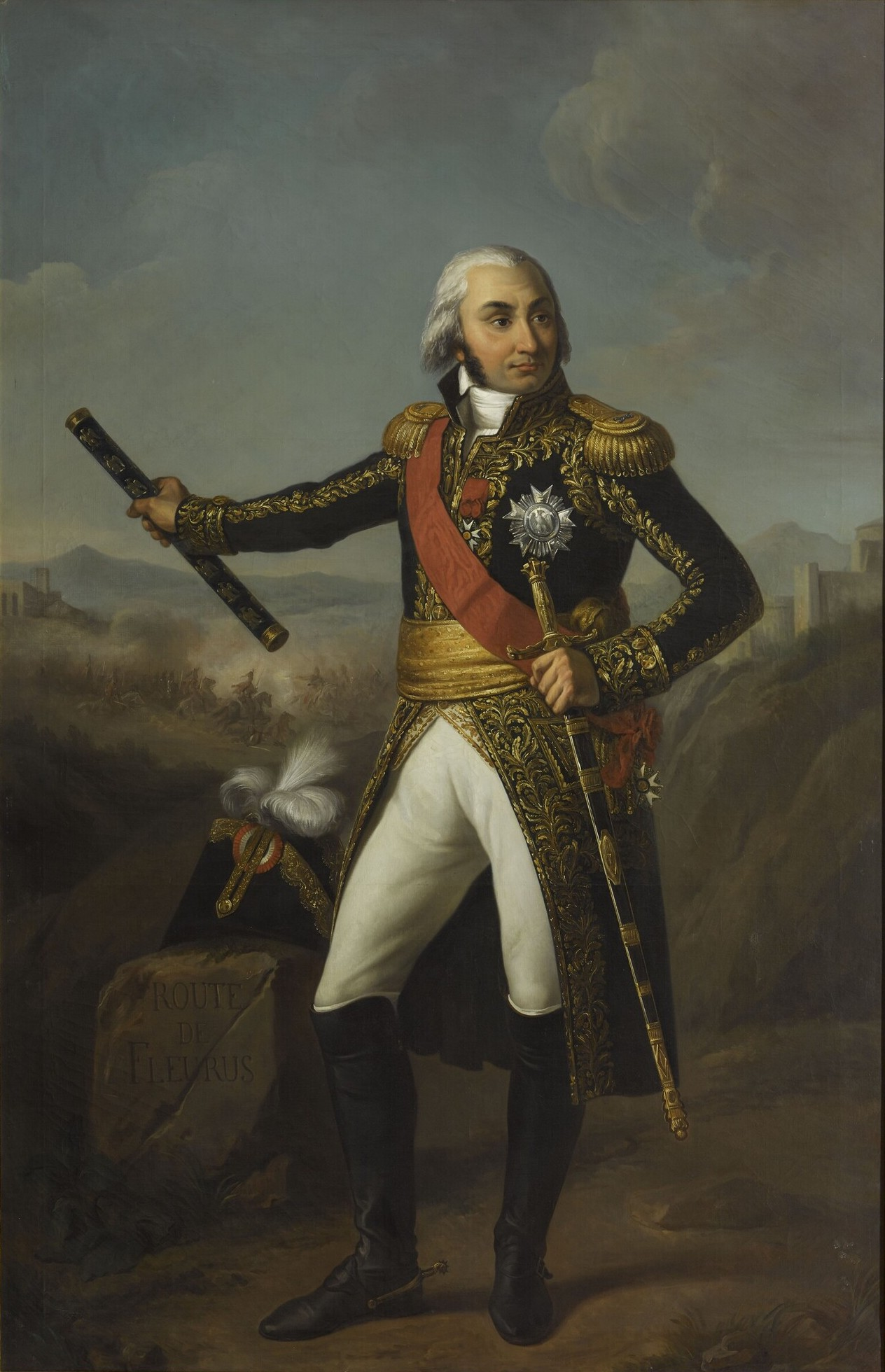
Il maresciallo Jean-Baptiste Jourdan (olio su tela di Eugène Charpentier, reggia di Versailles).

Sebbene le forze della prima coalizione avessero ottenuto numerose vittorie iniziali sui campi di Verdun, Kaiserslautern, Neerwinden, Magonza, Amberg e Würzburg, l'importante successo nel 1794 delle armate rivoluzionarie francesi nella battaglia di Fleurus in Belgio ma soprattutto gli sforzi e le brillanti vittorie di Napoleone Bonaparte nell'Italia settentrionale e centrale, avevano respinto le forze austriache portando alla negoziazione della pace, prima con l'accordo preliminare di Leoben (17 aprile 1797) e quindi col successivo trattato di Campoformio (ottobre 1797), sancendo di fatto la sconfitta della prima coalizione.
Questo trattato fu però di difficile applicazione perché l'Austria fu lenta a cedere alcuni dei territori veneziani concordati ed era rimasta nel vago la destinazione dei territori sulla riva sinistra del Reno riconosciuti alla Francia; un congresso convocato a Rastatt alla fine del 1797 per decidere quali degli Stati tedeschi sud-occidentali sarebbero stati mediatizzati al fine di risarcire le case dinastiche delle perdite territoriali, non fu parimenti in grado di fare alcun progresso. Nel frattempo, supportati dalle forze repubblicane francesi, gli insorti svizzeri scatenarono diverse rivolte, causando alla fine il rovesciamento della Confederazione Svizzera dopo diciotto mesi di guerra civile.
L'Austria, sempre più a disagio e particolarmente preoccupata di trovarsi la Francia alle sue frontiere, moltiplicò i contatti segreti in Germania e in Russia, rafforzando in modo significativo le sue truppe ai confini portandole fino a 353 000 uomini, di cui 58 000 cavalieri, ripartiti tra Italia, Tirolo, Germania e i domini ereditari dell'imperatore Francesco II. Questi poteva anche contare su 20 000 soldati in Baviera e Svevia oltre che su 30 000 russi messi a disposizione dallo zar Paolo I. A questi numeri bisognava aggiungere le truppe della Gran Bretagna, del Regno di Napoli e del granduca di Toscana, rendendo formidabile la forza che poteva essere messa in campo dalla seconda coalizione.
Dall'inizio del 1799 il Direttorio francese aveva cominciato a dimostrarsi insofferente verso le tattiche attendistiche e le manovre diplomatiche e militari intraprese dall'Austria contro la Prima Repubblica, ma era ben lontano dal poter mettere in campo una forza altrettanto consistente: per finanziare la campagna d'Egitto di Napoleone, erano state disarmate le principali fortezze e impoverite tutte le armate. Arsenali e magazzini erano vuoti. Il 27 settembre 1798, su insistenza di Jean-Baptiste Jourdan, era stato approvato il reclutamento di 200 000 coscritti, ma il Direttorio non poteva permettersi di dar loro da mangiare né di equipaggiarli. La Francia contava in quel momento meno di 300 000 uomini sotto le armi. Cinque armate si stavano tuttavia formando: due in Italia, due in Germania e una in Svizzera. Le ultime tre, l'Armata di Magonza, la cosiddetta Armata di Osservazione del Reno e l'Armata di Helvetia, erano sotto il comando esclusivo di Jourdan.
La rivolta di Napoli sollevò ulteriori allarmi mentre i recenti sviluppi in Svizzera, dove i Grigioni avevano accolto nelle loro valli gli austriaci, e in Austria, dove il cancelliere austriaco Johann von Thugut aveva autorizzato le truppe russe ad attraversare il territorio asburgico, innescarono la reazione del Direttorio che, nonostante l'inferiorità di forze, decise che il momento fosse opportuno per avventurarsi in un'altra campagna nel nord Italia e nel sud-ovest della Germania.

## Il preludio alla battaglia

### Le forze in campo
Il 1º marzo, appena conclusosi l'inverno del 1799, il generale Jean-Baptiste Jourdan e il suo esercito di 25 000 uomini, la succitata Armata di Osservazione, ruppero gli indugi e attraversarono il Reno tra Basilea e Kehl, con l'ordine di inoltrarsi per la Foresta Nera fino alle sorgenti del Danubio. Questo attraversamento violava ufficialmente il trattato di Campoformio; nell'attesa però che il Direttorio formalizzasse la dichiarazione di guerra ufficiale, a Jourdan fu ordinato di non ingaggiare il nemico limitandosi solo a rispondere a eventuali attacchi. Il 2 marzo l'armata fu rinominata Armata del Danubio, e posta agli ordini diretti del Direttorio francese. L'esercito incontrò poca resistenza e avanzò lungo la Foresta Nera in quattro colonne, attraverso la Höllental (valle dell'Hölle), via Oberkirch, per Freudenstadt e sul limitare meridionale del foresta, lungo la riva settentrionale del Reno. Il 3 marzo l'Arciduca Carlo, che aveva svernato col suo esercito nel Bavarese e nel Salisburghese, sul lato orientale del Lech, attraversò il fiume forte di 78 000 uomini e marciò contro l'armata di Jourdan. Disponendo di una forza notevolmente superiore a quella del suo avversario francese, la sua intenzione era di affrontarlo prima possibile in una singola battaglia decisiva. 

### Il dispiegamento delle truppe francesi

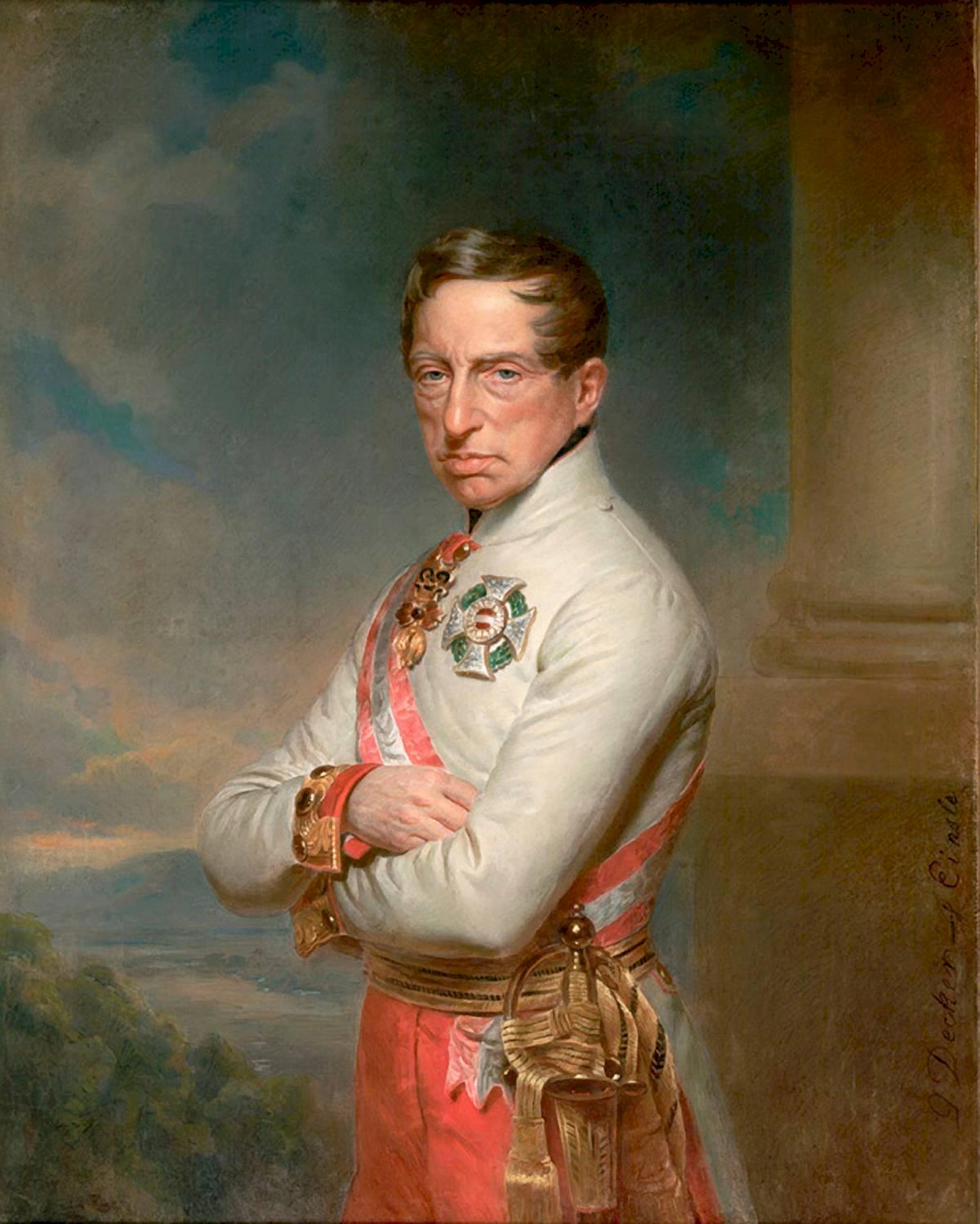
L'arciduca Carlo d'Asburgo-Teschen.

Le divisioni francesi (in rosso) e l'armata austriaca (in giallo) convergono su Ostrach nella metà di marzo 1799.

Il 22 ventoso anno VII (12 marzo) il Direttorio spedì a Jourdan la dichiarazione di guerra ufficiale, con l'ordine di attaccare immediatamente il nemico. Jourdan uscì dalle gole della Foresta Nera nella regione compresa fra il Danubio e il lago di Costanza che formano tra loro un angolo che va aprendosi via via che ci si inoltra nel territorio tedesco. Continuando ad avanzare, anche per congiungersi alla sua destra con l'Armata di Helvetia agli ordini di Andrea Massena che lo stesso giorno aveva scacciato gli austriaci dal Cantone dei Grigioni, era conscio che le sue linee si sarebbero assottigliate pericolosamente. Sebbene la prudenza avrebbe consigliato di stabilire una posizione protetta dal versante orientale dei rilievi intorno, il generale francese preferì seguire gli ordini del suo governo e continuò a procedere spingendosi attraverso la pianura del Danubio, prima prendendo posizione tra Rottweil e Tuttlingen e poi allargandosi fino all'Ostrach e l'Aach, due torrenti immissari uno del fiume, l'altro del lago che, nascendo nella stessa zona, formano una linea dietro la quale attestò la sua armata in posizione strategica.
Secondo le disposizioni di Jourdan, il generale Laurent de Gouvion-Saint-Cyr fu posto con l'ala sinistra a Mengen; Joseph Souham col centro, a Pfullendorf dove Jourdan pose il suo quartier generale; Pierre Marie Barthélemy Ferino, con la destra, a Barendorf; Jean Joseph Ange d'Hautpoul alla riserva. A François Joseph Lefebvre fu affidato il comando dell'avanguardia posta presso il villaggio di Ostrach che, situato all'origine dei due torrenti, presentava paludi e un lungo argine facile ad essere attraversato, costituendo il punto il più accessibile della linea. Il comandante in capo francese aveva anche previsto la creazione di un corpo di rinforzo al fianco sinistro, che mise agli ordini del brigadiere generale Dominique-Joseph René Vandamme, col compito di osservare i movimenti che il nemico avrebbe potuto fare nel Ducato di Württemberg e prevenire l'eventuale arrivo di forze imperiali da Stoccarda. L'obiettivo di Jourdan era semplice e diretto: affrontare l'armata austriaca al comando dell'arciduca Carlo sull'altopiano di Ostrach per tagliare la linea austriaca al confine degli Stati tedeschi del sud-ovest e la Svizzera, impedendo quindi alla Coalizione di utilizzare il territorio svizzero come facile percorso via terra tra l'Europa centrale e meridionale. L'isolamento dei due teatri avrebbe impedito agli austriaci di muoversi e coadiuvarsi strategicamente dall'uno all'altro; ovviamente dall'altro lato, se i francesi fossero riusciti a mantenere il possesso dei passi interni in Svizzera, avrebbero potuto continuare a utilizzare agevolmente queste vie per spostare le proprie forze tra i due teatri conservando due sbocchi strategici: uno permetteva, come aveva fatto per le truppe di Jourdan, di aggirare la Foresta Nera e dilagare facilmente nell'alto Danubio, l'altro di scendere attraverso i passi alpini del Canton Vallese e giungere direttamente nel Nord Italia.
Anche se quello di Jourdan poteva sembrare un buon piano, la sua scelta del terreno di scontro gli avrebbe in seguito creato diversi problemi. La pianura sottostante Pfullendorf era costellata di torrenti e ruscelli come l'Ostrach, affluente del Danubio, che era alimentato dalle paludi e dagli acquitrini circostanti il villaggio; nella primavera della maggior parte degli anni, questo non era il miglior terreno da scegliere per una battaglia campale. Anche se da Pfullendorf e dai rilievi a nord del villaggio di Ostrach, Jourdan avrebbe potuto stabilire vantaggiose posizioni di artiglieria, la morbidezza del terreno paludoso avrebbe diminuito l'impatto e l'effetto dell'artiglieria sulle linee austriache. La palude era anche particolarmente soggetta a foschie e nuvolosità, che avrebbero ostacolato la pianificazione visiva e le tattiche da essa dipendenti. Inoltre, la morbidezza del terreno avrebbe reso complicato l'utilizzo della cavalleria, le cui manovre sarebbero comunque state rese più difficili dall'alta probabilità di presenza di nebbia. Infine, come Jourdan ben sapeva perché egli aveva precedentemente inviato agenti in Germania con istruzioni per identificare la posizione e la forza del suo futuro avversario, la maggior parte dell'esercito dell'arciduca Carlo aveva svernato immediatamente a est del Lech. Questo fiume era a meno di 64 chilometri di distanza dal luogo previsto dal generale francese per lo scontro e il passaggio degli austriaci sul Lech era stato facilitato dalla disponibilità di ponti, sia di costruzione permanente che pontoni temporanei, e comunque favorito da una traversata che si era svolta senza intoppi tutta in territorio amico.

### Lo scontro a Ostrach

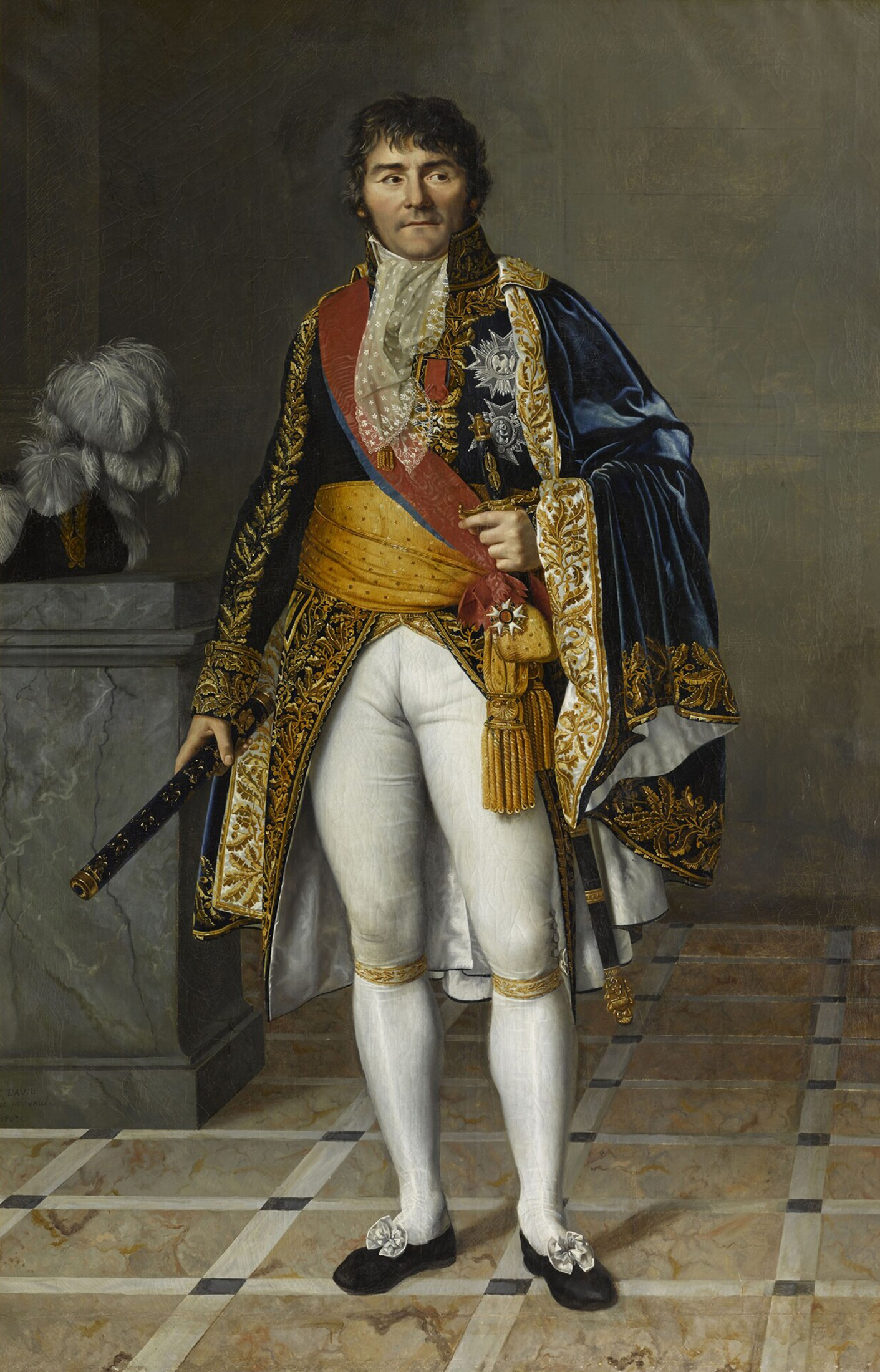
Il generale François-Joseph Lefebvre.

Il teatro dello scontro a Ostrach

Stretta tra i rilievi attorno a Pfullendorf e al villaggio stesso si trova una piatta, vasta pianura, paludosa in alcuni punti, circondata da basse colline, e bagnata da un piccolo torrente affluente del Danubio da cui il paesino prende il nome; Ostrach si trova quasi al limite settentrionale di questa pianura, un po' a sud del Danubio stesso. Proprio a Ostrach l'arciduca Carlo, alla ricerca di uno scontro decisivo, decise di concentrare il grosso delle sue forze. Le prime forze francesi avevano cominciato a radunarsi nella zona già dal 7 marzo, mentre gli austriaci vi confluirono nei giorni immediatamente seguenti. Durante la settimana successiva, entrambe le parti ricevettero rinforzi, e i due eserciti si fronteggiavano per tutta la valle.
Il 19 marzo Saint-Cyr fece sloggiare un piccolo presidio austriaco ancora presente a Mengen, mentre l'avanguardia di Lefebvre ingaggiava quella austriaca a Ostrach con schermaglie che si protrassero sempre più intense per circa trenta ore. L'arciduca Carlo, fedele al suo primo intento, diresse due colonne, una agli ordini del generale Karl Joseph Aloys zu Fürstenberg e l'altra a quelli del generale Olivier Remigius von Wallis, a sinistra e a destra dei francesi contro Saint-Cyr e Ferino, ma la sua forza principale, forte di circa cinquantamila uomini, fu spinta interamente su Ostrach difesa in quel momento al massimo da 9 000 francesi.
Nelle prime ore del 21, il generale Lefebvre informò Jourdan che gli austriaci stavano attaccando tutte le sue posizioni, e che lo scontro principale sarebbe iniziato a breve. Nonostante alcuni piccoli rinforzi inviati da Souham, le truppe dell'arciduca Carlo soverchiavano quelle francesi in una proporzione di oltre quattro a uno e minacciavano di travolgerle in ogni momento. Jourdan scrisse in seguito che i suoi uomini «sembravano scomparsi sotto una nube di giubbe rosse». Battaglione dopo battaglione gli austriaci si scagliarono contro le difese francesi finché, nella tarda mattinata, le truppe di Carlo respinsero i francesi fuori da Hoßkirch, circondandoli a Ostrach, che gli uomini di Jourdan rischiarono di perdere fino a che questi riuscì a inviare rinforzi. I combattimenti continuarono ferocemente fino a circa le 16:00, quando le truppe di Lefebvre ma anche quelle di Saint Cyr, attaccato da Fürstenberg, furono costrette a ritirarsi verso le colline intorno a Pfullendorf, incalzate dalla cavalleria austriaca. Una volta fuori da Ostrach, e stabilitesi sulla strada e intorno a Pfullendorf, le forze francesi formarono un nuovo perimetro, rinforzato dalle riserve di Souham, e poterono beneficiare dei vantaggi della posizione elevata da cui potevano sparare sugli austriaci che attaccavano dal basso.
Sebbene i guastatori francesi avessero fatto saltare in aria il ponte principale sul fiume Ostrach, gli austriaci riuscirono comunque a guadare il torrente. Sulle colline di Pfullendorf, la lotta cominciò quindi nuovamente. L'arciduca Carlo inviò due forti colonne di otto battaglioni ciascuno attraverso l'Ostrach. I francesi scaricarono il fuoco dei loro moschetti contro gli austriaci ma nonostante il duro fuoco di fila e le pesanti perdite che dovettero subire, gli austriaci non cedettero terreno e la strategia dell'arciduca funzionò: anche Jourdan era accorso in quel punto ma l'estensione della sua linea e la natura del terreno non gli permisero di spostare abbastanza velocemente le forze delle sue ali al centro e anche l'estrema ala destra di Ferino, che pure non aveva subito ancora attacchi, fu costretta, per riuscire a mantenere la comunicazione con il centro francese, a ripiegare fino all'Abbazia di Salem. Al tramonto Fürstenberg attraversò la linea francese a Einhard, affiancando la forza principale di Jourdan e isolando Saint-Cyr le cui truppe riuscirono a stento a ritirarsi prima di essere completamente tagliate fuori. Più a sud, Wallis minacciò di fare lo stesso con Fontaine, attestato a Riedhausen, e Ferino, su cui marciava con 10 000 uomini verso nord da Feldkirch anche il generale Friedrich von Hotze. Appena si fece buio si chiuse il primo giorno di combattimenti.

### La ritirata da Ostrach
Mentre Jourdan stava decidendo se tentare ancora o meno una resistenza all'alba del giorno successivo, la nebbia si diradò e rivelò sotto di lui una scena che fugò ogni dubbio. Egli scrisse più tardi:
(Memorie del generale Jourdan.)
Eppure il comandante francese aveva sottostimato il pericolo: gli austriaci impegnati contro la sua avanguardia erano in un numero più vicino ai 50 000, e costituivano il corpo principale dell'esercito dell'arciduca, non semplicemente un fronte avanzato; col favore delle tenebre, infatti, Carlo aveva anche spostato truppe aggiuntive per rinnovare all'alba l'attacco sulle alture di Pfullendorf.

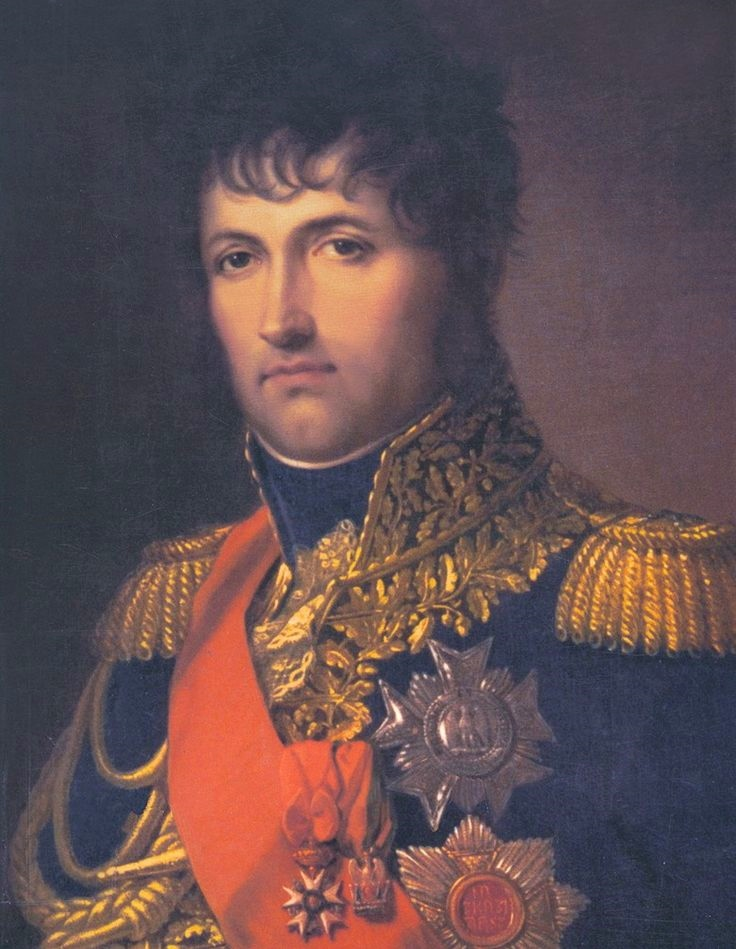
Il maresciallo Soult.

Nella notte tra il 21 e il 22 marzo Jourdan si vide costretto, dopo una resistenza onorevole, a far suonare già dalle 22:00 la ritirata, ordinando di ripiegare tra Singen e Tuttlingen, facendo evacuare i feriti via Stockach verso Sciaffusa in Svizzera. Il grosso dell'esercito cominciò a muoversi la mattina presto del 22. La divisione della riserva di d'Hautpoul alla sinistra si ritirò per prima, e si diresse via Stockach verso Emmingen-Liptingen. Secondo Jourdan, il ritiro avvenne in perfetto ordine, e fu sostenuto in particolare da una compagnia di guastatori che fecero saltare i ponti di fronte al fuoco nemico, e poi combatterono come granatieri. In realtà la ritirata non fu così tranquilla: la cavalcatura di Jourdan fu colpita almeno una volta, il comandante rovinò a terra e fu temporaneamente creduto morto, mentre Lefebvre fu ferito al polso da una palla di moschetto e dovette essere portato via dal campo; il comando della sua divisione fu preso dall'astro nascente delle armate repubblicane Nicolas Jean-de-Dieu Soult. La 1ª Divisione, agli ordini di Ferino, si ritirò verso Bodman (Überlingen), sulla punta settentrionale del Lago di Costanza; durante il ripiegamento una parte della forza fu circondata e tagliata fuori dal corpo principale dalla brigata del 2º Lancieri del feldmaresciallo Karl Philipp Schwarzenberg, che fece più di cinquecento prigionieri. Jourdan fissò in un primo momento il suo quartier generale a Stockhach, poi, persuaso che la posizione fosse indifendibile, arretrò ancora spostandosi su Engen.

## La battaglia a Stockach ed Engen
Combattuta all'incrocio delle strade est-ovest e nord-sud sul lato orientale della Foresta Nera, la battaglia a Stockach ed Engen durò un'intera giornata e mise di fronte le due armate una contro l'altra per la seconda volta in sette giorni.
Gli austriaci conservavano ancora la superiorità numerica, ma questa volta in una proporzione più vicina a due a uno, piuttosto che di tre a uno. Jourdan aveva consolidato la sua forza su una linea più breve, e aveva messo l'intera Armata del Danubio sotto il suo diretto comando. Il suo scopo era quello di riprendersi la posizione di Stockach, strategico crocevia fra le strade della Svizzera e della Svevia e che aveva dovuto abbandonare nel ritirarsi. Carlo, che allo stesso modo voleva mantenerlo, aveva accorciato anch'egli la sua linea. Nel frattempo Hotze, sebbene non avesse ancora raggiunto l'arciduca, si stava avvicinando con i suoi 10 000 uomini dietro l'ala sinistra austriaca.

### Il campo di battaglia e la disposizione delle armate

La disposizione delle truppe francesi e austriache tra Engen and Stockach il 25 marzo 1799.

Lo Stockach è un piccolo fiume che scorre tortuosamente davanti alla cittadina che da questo prende il nome e che poi si immette nel lago di Costanza. L'arciduca Carlo aveva preso posizione proprio sul fiume. La sua ala sinistra era posta sopra le alture tra Nenzingen e Wahlwies dietro una delle anse del fiumiciattolo. Il suo centro si trovava su un'alta spianata davanti allo Stockach, detta Nellemberg; l'ala destra era schierata sul prolungamento della stessa spianata lungo un argine che andava da Stockach a Liptingen, sempre davanti al fiume. L'estremità settentrionale di quest'ala era coperta dalle foreste che si trovavano sopra Liptingen.
Le tre colonne centrali asburgiche all'avanguardia comprendevano 17 000 uomini al comando del tenente feldmaresciallo Friedrich August von Nauendorf. La forza principale, sotto il comando dell'arciduca Carlo, contava 53 000 uomini, anch'essa divisa in tre colonne, due ali e un centro rinforzato; nella forza principale, Carlo aveva sotto il suo comando i principi Wilhelm von Anhalt-Bernburg e Fürstenberg più sei battaglioni in una quarta colonna, a nord della colonna principale, ma a sud del comando di Nauendorf. Una forza supplementare di 13 000 truppe sotto il comando del tenente feldmaresciallo Anton Sztáray von Nagy-Mihaly formava il fianco meridionale.
Jourdan, dal canto suo, fece accampare la prima divisione di Ferino nei pressi di Hohentwiel, sul lato destro dell'armata; la seconda di Sohuam, ora all'avanguardia, e la divisione di cavalleria di d'Hautpoul, si posizionarono all'altezza di Engen. Lefebvre, ferito a Ostrach, non era più in grado di scendere in campo e la terza divisione, agli ordini ora di Saint-Cyr, si accampò sul fianco sinistro sulle alture tra Tuttlingen e i villaggi di Neuhausen e Liptingen. I reggimenti agli ordini di Vandamme, di rinforzo al fianco sinistro, avevano nuovamente raggiunto l'esercito, e si trovavano ora sulla riva sinistra del Danubio, nei dintorni di Fridingen an der Donau.
Il piano era semplice: Vandamme e Saint-Cyr avrebbero portato un attacco simultaneo contro l'ala destra austriaca, Soult e la forza principale di Jourdan avrebbero attaccato il centro e Ferino e Sohuam l'ala sinistra a Wahlwies e Nenzingen. Secondo Jourdan, il piano di attaccare l'avversario in quattro punti sembrava essere l'unica azione ragionevole contro una forza con tale superiorità numerica. Ferino e Sohuam avrebbero dovuto respingere la sinistra e il centro dell'arciduca guadando lo Stockach e inerpicandosi sul Nellemberg. Jourdan si prefiggeva quindi di mettere in azione la sua ala sinistra, l'avanguardia e la riserva su Liptingen al fine di penetrare in diagonale attraverso le foreste che coprivano l'ala destra dell'arciduca e attaccarla di sorpresa. Tali disposizioni avevano lo scopo di dirigere il grosso delle forze francesi sul fianco dell'arciduca che risultava essere il più debole, annullando almeno in quel punto la grande inferiorità numerica in cui si trovava il comandante francese. Il limite di questo piano era che tutte le colonne dell'esercito di Jourdan avevano punti di partenza troppo distanti l'uno dall'altro e mentre l'avanguardia e la riserva, per portarsi sopra Liptingen, partivano da Emmingen, l'ala sinistra era alla distanza di ben una giornata di cammino dall'obiettivo.

### Lo svolgimento della battaglia

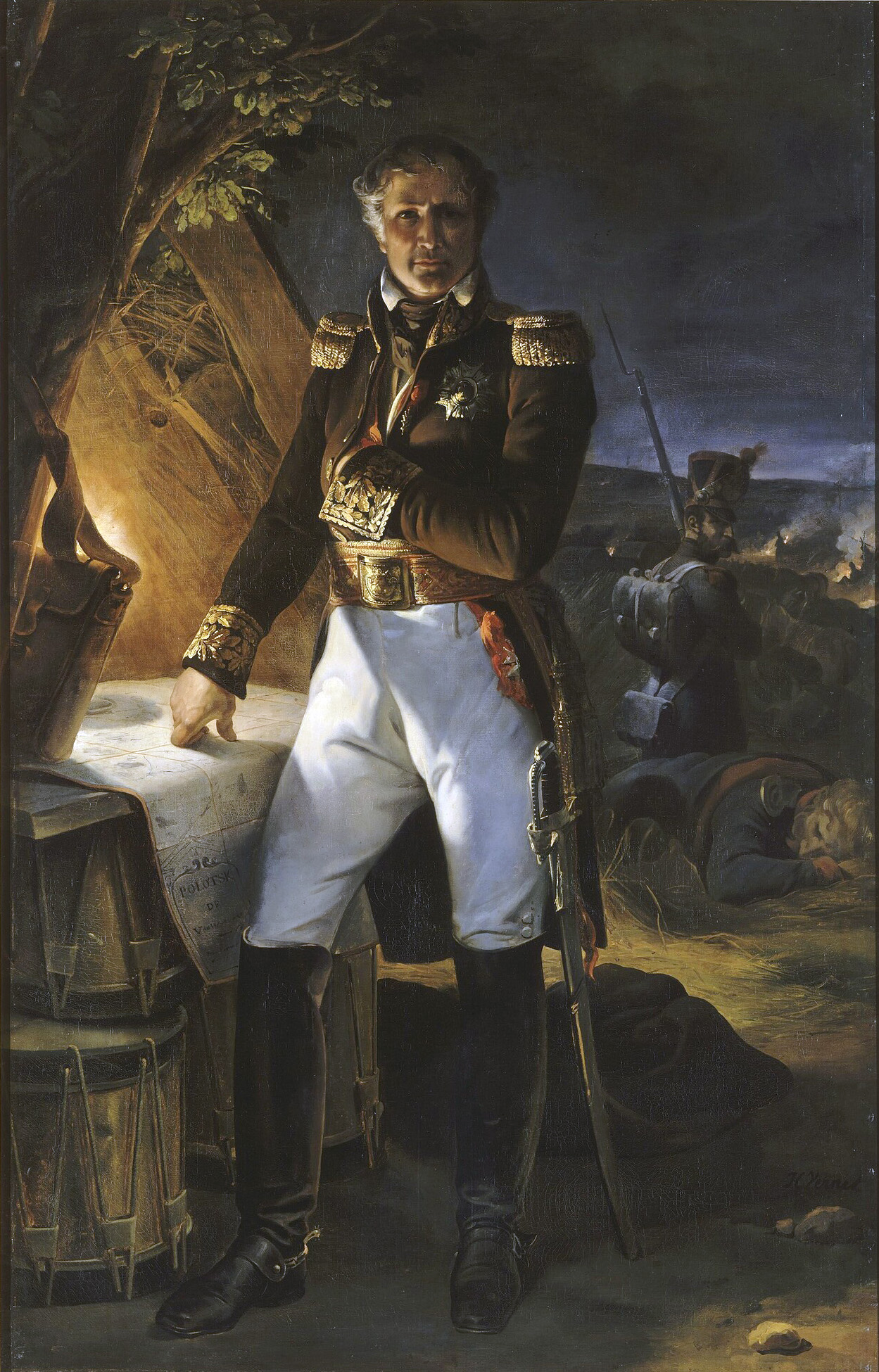
Il generale Gouvion Saint-Cyr.

Lo scontro generale del 25 marzo, lunedì dell'Angelo, fu subito brutale e sanguinoso. Nella notte del 24 marzo Vandamme si era posizionato dietro le forze nemiche a Liptingen. Attesa la conclusione di questa manovra, poco prima dell'alba, alle 05:00 circa, Saint Cyr diede inizio all'azione inviando le sue forze in un attacco frontale alla destra austriaca comandata dal generale Maximilian Friedrich von Merveldt, coordinato con l'assalto alla sinistra austriaca di Souham e Ferino. Secondo alcune fonti i primi scontri avvennero quasi fortuitamente e troppo presto rispetto alle intenzioni di entrambi i comandanti: mentre si stavano infatti dispiegando secondo i piani di Jourdan, l'avanguardia francese e le truppe di Ferino furono sorprese da una ricognizione condotta in gran forze dagli austriaci e costrette a una vigorosa resistenza al costo di parecchie perdite tra morti, feriti e prigionieri. Il feroce attacco di Saint Cyr costrinse comunque gli austriaci fuori dal bosco in cui si erano posizionati durante la notte, respingendoli sulla strada per il villaggio di Schwandorf.
Temendo che le sue forze venissero aggirate, Carlo inviò sei squadroni di lancieri del 1º Reggimento per sostenere le forze del generale Maximilian Friedrich von Merveldt sulla sua ala destra. A questo punto il piccolo reggimento di fanteria leggera di Vandamme, con tre o quattro pezzi di artiglieria e sei squadroni di cavalleria, attaccò da tergo l'ala destra austriaca contro la quale, sfruttando l'elemento sorpresa, ebbe un iniziale successo, anche se poi fu costretto da un violento contrattacco dell'arciduca a ritirarsi. Nel frattempo le truppe di Soult avevano scacciato gli austriaci da Liptingen, inseguendole anch'esse fino alle foreste da questi occupate. I combattimenti tra gli alberi furono alquanto duri e cruenti tanto che nelle cronache austriache la foresta tra Liptingen e Raithaslach viene ricordata come Grauen Wald (la "Foresta degli Orrori"). Nella mischia Claude Juste Alexandre Legrand, un generale di brigata della 3ª Divisione di Saint Cyr, perse sia il fratello che era al suo fianco che il suo aiutante di campo. I francesi arrivarono comunque a un passo da una clamorosa vittoria ma la grande disparità di forze in campo avrebbe presto ribaltato le sorti dello scontro, richiamando verso l'ala destra in pericolo forze dal centro e dall'ala sinistra austriaca.
Il generale Jourdan, probabilmente eccessivamente incoraggiato dal precario successo che aveva ottenuto, invece di serrare le file e affiancarsi a Saint-Cyr, comandò a questi di raccogliere anche le truppe di Vandamme e tentare un largo aggiramento attorno alle truppe austriache per tagliare loro la ritirata che credeva imminente. Lo incaricò quindi di dirigersi verso Tuttlingen, Mühlheim e Fridingen, per quindi tornare indietro su Liptingen. Lo stesso arciduca si vide a questo punto costretto a intervenire nella mischia arrivando con sei battaglioni di granatieri ungheresi e dodici squadroni di corazzieri della riserva, conducendoli personalmente in battaglia.

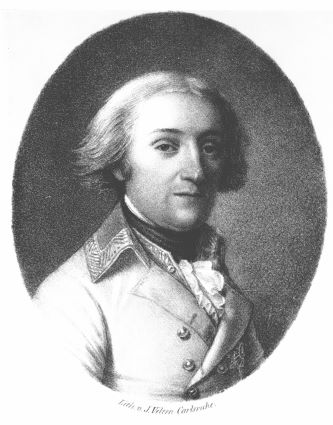
Il generale Karl Aloys zu Fürstenberg.

In questo frangente i granatieri austriaci, esperti e agguerriti, contestarono all'arciduca il modo in cui si stava esponendo personalmente fino ad afferrare per le briglie il cavallo del loro comandante per fermarlo. L'arciduca smontò allora di sella pronto a condurre i suoi uomini a piedi, ma a questo punto Karl Aloys zu Fürstenberg si offrì volontario al suo posto, affermando che avrebbe preferito morire prima di consentire che l'arciduca si mettesse in tale pericolo. Appena il principe Fürstenberg, in groppa al suo cavallo, portò i suoi reggimenti di fanteria al contrattacco fu però colpito da tre schegge di shrapnel sparate dall'artiglieria francese e ucciso. Anche il principe di Anhalt rimase ucciso nella battaglia. Alla fine l'arciduca Carlo prese nuovamente il comando dei suoi granatieri e dei suoi corazzieri e la spinta francese non venne soltanto arrestata ma invertita.
Invano Jourdan comandò diverse cariche contro gli austriaci e alla fine anche i cavalieri francesi di d'Hautpoul furono respinti in una rotta disordinata dal superiore peso e dalla maggiore energia dei corazzieri, e lo stesso comandante in capo francese sfuggì a stento dall'essere calpestato a morte o venire catturato, mentre cercava di radunare le sue truppe. Questo rovesciamento costrinse anche la fanteria francese a una disastrosa ritirata, durante la quale due interi reggimenti furono accerchiati e fatti prigionieri. Anche al centro la superiorità numerica delle truppe asburgiche fece la differenza vanificando l'assalto francese. Saint-Cyr dal canto suo rimase completamente tagliato fuori dal centro dell'armata e riuscì a sfuggire alla distruzione totale solo sganciandosi dai combattimenti spingendosi fino a Meßkirch; quindi la mattina del 26 attraversò il Danubio nei pressi di Sigmaringen, sull'unico ponte che fu abbastanza fortunato da non trovare occupato dal nemico, portando con sé anche 1 000 o 1 200 prigionieri.

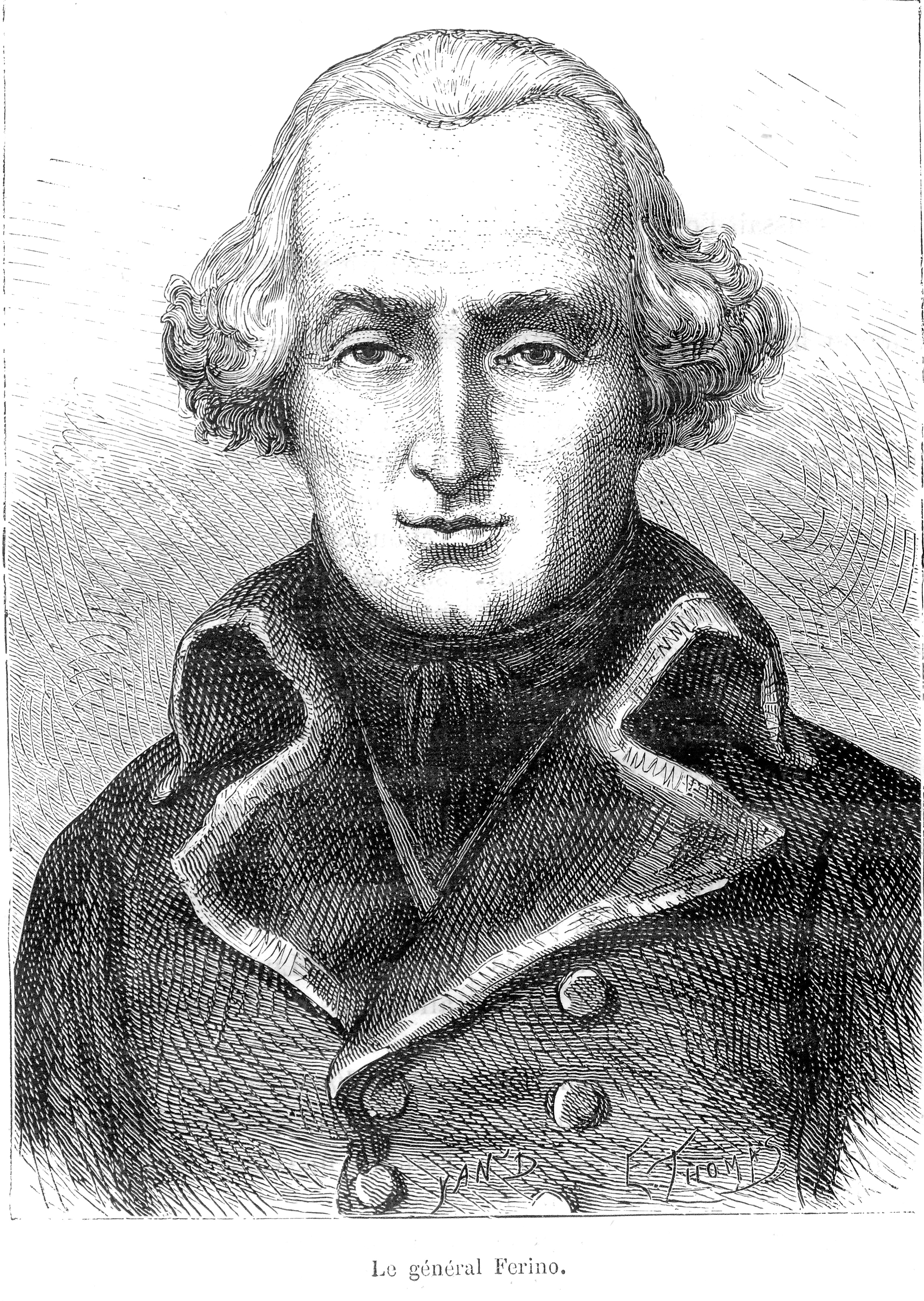
Il generale Pierre Marie Barthélemy Ferino.

Sul fianco destro francese il generale Ferino fu impegnato, a partire dalle prime ore del 26, in un vivace cannoneggiamento con l'ala sinistra del nemico ma, non riuscendo a farlo ritirare, ordinò un sanguinoso attacco sui boschi che circondavano la strada da Stockach ad Asch. Dopo due assalti senza esito, la terza colonna investì il nemico respingendolo su Nenzingen e prendendo possesso allo stesso tempo delle alture che dominano il villaggio. Gli austriaci si ritirarono fino a Stockach dove formarono uno sbarramento a ferro di cavallo davanti al quale schierarono una batteria di venti cannoni al cui fuoco il generale francese non poté rispondere per mancanza di munizioni. Accortosi che la divisione di Ferino non era più in grado di nuocere efficacemente, l'ala sinistra austriaca passò all'offensiva marciando in forze fuori da Wahlwies, al fine di aggirare i francesi sul loro lato destro. I francesi allora, inastate le baionette, assaltarono e conquistarono il villaggio di Wahlwies, ma non furono in grado di tenerlo durante la notte, e furono quindi costretti a ritirarsi definitivamente.
La battaglia campale poteva dirsi a questo punto conclusa: Ferino e Souham non erano riusciti a forzare né il centro, né la sinistra degli austriaci ed erano stati costretti a tornare sulle loro posizioni di partenza mentre Saint-Cyr, rimasto isolato, si era salvato evitando solo fortunosamente di essere annientato. A dispetto però del loro numero, di gran lunga inferiore rispetto a quello del nemico, i francesi erano riusciti a tenere il campo su ogni fronte.

### Il ritiro
La notte tra il 26 e il 27 marzo Jourdan si organizzò per l'abbandono delle posizioni tra Engen e Stockach. Poteva scegliere di ritirarsi verso la Svizzera o verso il Reno. Secondo alcuni commentatori dell'epoca, ritirandosi in Svizzera avrebbe potuto combinare i suoi sforzi con l'armata di Massena e tornare al contrattacco. Il comandante in capo francese invece, temendo che la linea del Reno, su cui l'accorrente generale Jean-Baptiste Jules Bernadotte non era riuscito a schierare più di 7/8 000 uomini, non fosse mantenibile, decise di ripiegare all'ingresso delle gole della Foresta Nera. Secondo Saint-Cyr che ne difese in seguito la scelta, certamente rientrando in Svizzera l'armata avrebbe trovato buone posizioni da difendere, ma sarebbe rimasta inattiva, senza possibilità di ulteriori manovre e senza la possibilità di essere rifornita. Secondo lo storico scozzese Archibald Alison, infine, Jourdan temeva che ritirandosi verso la Svizzera avrebbe dovuto sacrificare lo stesso Saint-Cyr che non avrebbe più avuto la possibilità di ricongiungersi all'armata principale. In questo modo invece il comandante della 3ª Divisione poté evitare il nemico portandosi su Ebingen e quindi si unì al generale Jourdan il 27 marzo nei dintorni di Rottweil.
Inspiegabilmente, almeno inizialmente, gli austriaci non ostacolarono in alcun modo la ritirata francese; invece di inseguire il nemico, Carlo ordinò al suo esercito di acquartierarsi tra Stockach, Engen e a sud fino a Wahlwies. Il Consiglio aulico infatti, nella redazione del piano di battaglia che prevedeva che la chiave del teatro di guerra stesse sulle Alpi, aveva escluso che le sue truppe potessero avvicinarsi al Reno finché la Svizzera fosse stata ancora occupata dall'esercito francese; l'arciduca si limitò semplicemente a mantenere il terreno acquisito.
Entro il 31 marzo, l'Armata del Danubio stabilì le sue divisioni tra Neustadt, Friburgo, Freudenstadt e Schiltach. Jourdan installò il suo quartier generale a Hornberg. Poiché la cavalleria non poteva trovare abbastanza foraggio sulle montagne, fu inviata a Offenburg.

## Risultato e interpretazioni della battaglia
Nelle sue memorie Jourdan, ricordando la grave inferiorità numerica nella quale era stato costretto a combattere, enfatizzò la portata delle perdite inflitte all'avversario e il valore dei suoi uomini. Le prime, secondo il comandante francese, ammontavano a oltre 7 000 soldati tra morti e feriti, circa 4 000 prigionieri e 2 pezzi di artiglieria catturati; inoltre, considerando che gli austriaci avevano dovuto abbandonare la loro solida posizione nei pressi di Stockach ai soldati dell'armata francese che, nonostante partissero già in condizioni di grave svantaggio, « erano rimasti valorosamente sul campo di battaglia passandovi l'intera giornata del sesto Germinale [cioè il 26 marzo, n.d.t.], sebbene non avessero a disposizione né carne, né pane, né brandy, né foraggi », concluse che: « è impossibile negare, senza la più evidente ingiustizia e falsità, che abbiamo ottenuto la vittoria ». Ovviamente entrambe le parti nell'immediato e negli anni a seguire rivendicarono la vittoria, ma la maggior parte degli storici del XIX e XX secolo sono concordi nell'attribuirla alle forze austriache. Quel che è certo è che le truppe francesi evitarono un possibile disastro ma in quei giorni di combattimenti persero oltre 3 650 uomini (di cui ben 630 di quelli agli ordini di Vandamme).

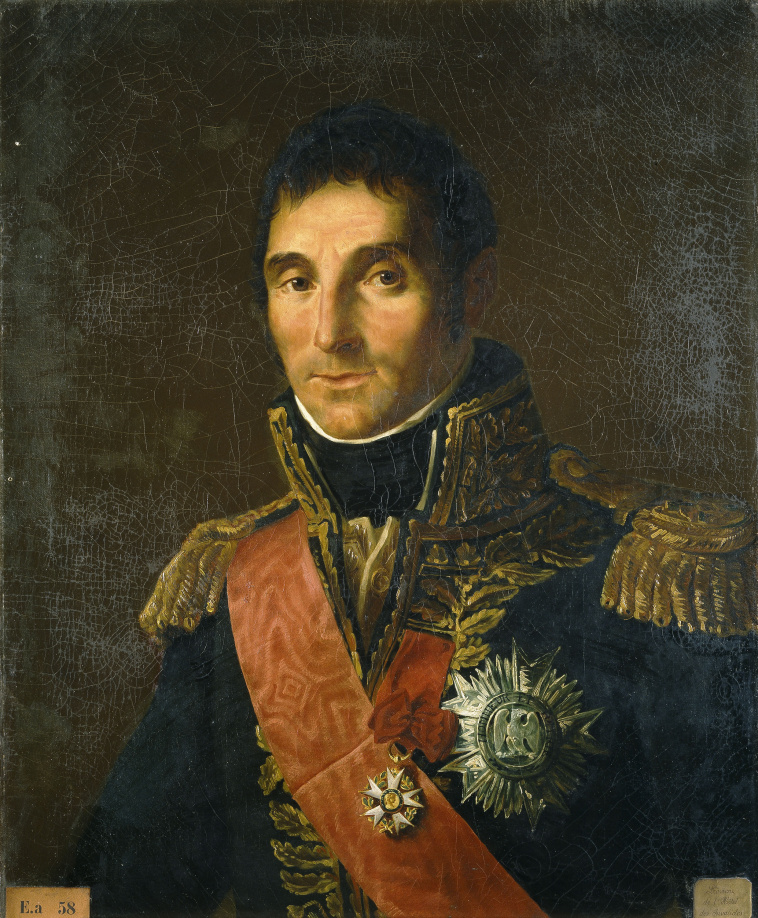
Il generale Andrea Massena, comandante dell'Armata di Helvetia.

Anche il Direttorio francese non prese per buona la ricostruzione dell'esito della battaglia da parte di Jourdan. A metà aprile, già sofferente probabilmente di calcoli renali, Jourdan rimise il comando dell'armata al suo capo di Stato maggiore, il generale di divisione Jean Augustin Ernouf, e tornò a Parigi per protestare per la mancanza di sufficienti uomini, per l'inesperienza di quelli che aveva, per la penuria di forniture che aveva dovuto subire in confronto alla dimensione, all'esperienza e agli approvvigionamenti dell'esercito che aveva dovuto affrontare. Nella capitale francese Jourdan trovò poche simpatie e apprese presto che il generale Massena era già stato destinato a succedergli al comando. Trovando insopportabile servire sotto il più giovane generale, presentò le sue dimissioni al Direttorio, comunicando che era malato, e queste furono prontamente accettate. Massena, come primo atto, fece ritirare quasi tutta l'Armata del Danubio in Svizzera, con il chiaro intento di incorporarla nella sua Armata di Helvetia, e pose il suo quartier generale a Zurigo; non lasciò che poche truppe sul Reno, facendo facilmente prevedere che in quella stagione non avrebbe più tentato nessuna azione militare in quella regione.
Dal suo esilio all'Elba quindici anni dopo, Napoleone analizzò la battaglia di Stockach e la sconfitta francese: la sua causa, concluse, risiedeva nella divisione delle forze di Jourdan. Sebbene Jourdan avesse aumentato la concentrazione dalle sue formazioni rispetto al precedente scontro a Ostrach, la forza francese rimaneva ancora troppo estesa. Contro una forza più concentrata, gli austriaci non avrebbero potuto spostare truppe dalla sinistra per rafforzare il fianco destro quando Saint-Cyr e Vandamme li avevano attaccati frontalmente e alle spalle. Inoltre, sostenne l'ex imperatore, la forza di Ferino sull'ala destra francese non era stata sufficientemente concentrata e l'assalto della cavalleria di d'Hautpoul aveva richiesto troppo tempo per concretizzarsi, dando alla fine agli austriaci modo di riprendere il sopravvento. La sinistra austriaca alla fine aveva vanificato il suo assalto, liberando uomini dal fianco meridionale che poterono rafforzare quello settentrionale. Napoleone sottolineò che l'arciduca Carlo, come aveva fatto pochi giorni prima a Ostrach, aveva disposto la linea austriaca su un fronte relativamente breve in modo che le truppe potessero muoversi rapidamente dal fianco meridionale a quello settentrionale e la scelta si era rivelata nuovamente vincente. Nella sua analisi Napoleone si concentrò quindi sul controverso ritiro di Jourdan a nord-nord-ovest verso la Foresta Nera, per proteggere l'Alsazia. Secondo Bonaparte egli avrebbe dovuto invece ritirarsi a sud, per unirsi con la ben posizionata Armata di Helvetia di Andrea Massena: la combinazione delle due armate avrebbe potuto produrre una forza capace di sconfiggere l'esercito asburgico. A causa della strategia totalmente sbagliata di Jourdan, affermò quindi Napoleone, « i francesi avevano strappato una sconfitta dalle fauci della vittoria ».

### Annotazioni
1. ↑  Alcune cronache francesi coeve vi si riferiscono come battaglia di Liptingen[5][6].
2. ↑  Un'antica contea germanica istituita fin dai tempi di Carlo Magno nella omonima regione vulcanica. Successivamente, tra il 1803 e il 1810, fu integrata nel Granducato di Baden[7].
3. ↑  Una profonda e stretta valle - in alcuni punti una vera e propria gola - nello Stato del Baden-Württemberg in Germania.
4. ↑  Massena inviò una demi-brigade per assicurarsi il possesso della città svizzera di Sciaffusa, sulla riva settentrionale del Reno, che garantiva la comunicazione tra le due armate[24].
5. ↑  In quel periodo era molto utilizzata la tecnica del "tiro di rimbalzo" o ricochet, che consisteva nello sparare il proietto in modo che non si conficcasse nel terreno ma rimbalzasse diverse volte tra le linee nemiche moltiplicando l'effetto devastante della cannonata[33][34].
6. ↑  Anche se la fanteria asburgica indossava notoriamente uniformi bianche, alcune unità di granatieri e ussari ne indossavano di rosse. L'affermazione di Jourdan è confermata anche da fonti inglesi[41].
7. ↑  Un piccolo villaggio a 3 km a est-sud-est di Ostrach.
8. ↑  Un sobborgo meridionale di Stockach.
9. ↑  Jourdan nelle sue memorie chiama il primo "Newhausen" e il secondo "Liebtengen".
10. ↑  Poco a sud di Liptingen stessa.
11. ↑  A dispetto del consistente vantaggio di forze e del desiderio di risolvere la partita con Jourdan con uno scontro decisivo, l'arciduca Carlo continuava a tenere una condotta attendista e non aveva ancora deciso dove e come attaccare il nemico. Carl von Clausewitz biasimerà in seguito questo comportamento definendolo, parafrasando il suo testo, "l'ancestrale e vergognoso comportamento austriaco privo di spirito di impresa e di iniziativa"[64].
12. ↑  Oggi il villaggio è un quartiere di Neuhausen ob Eck.
13. ↑  I granatieri appartenevano ai battaglioni "Tegethoff", "Bojaowsky", "Teschner", "Lippe", "Sebottendorf" e "Juch"; i corazzieri comprendevano il 7º Imperiale "Lothringen" e l'8º Reggimento "Hohenzollern"[71].

### Fonti
1. ↑  Phipps, pp. 49-50.
2. ↑  Phipps, pp. 49-50; Smith mantiene un conteggio notevolmente inferiore, più vicino ai 26 000 uomini - Smith, p. 148.
3. 1 2 3  Smith, p. 148.
4. ↑  Smith, pp. 49-50.
5. 1 2  Le Spectateur, p. 597.
6. ↑  Saint-Cyr, p. 133, p. 157.
7. ↑   Franz Götz, Hegau, su Dizionario Storico della Svizzera, 21 agosto 2008. URL consultato il 6 marzo 2015.
8. ↑  Blanning, pp. 41-59.
9. ↑  Blanning, pp. 200-280.
10. ↑  Mémoires de Massena, p. 49.
11. ↑  Mémoires de Massena, p. 53.
12. ↑  Mémoires de Massena, pp. 49-51.
13. ↑  Thiers, pp. 299-300.
14. ↑  Mathiez e Lefebvre 1992, p. 473.
15. ↑  Blanning, p. 200.
16. ↑  Young, p. 220.
17. 1 2  Thiers, p. 300.
18. 1 2  Blanning, p. 232.
19. ↑  Jourdan, pp. 140-144; Smith, p. 148.
20. ↑  Le Spectateur, p. 596.
21. ↑  Saint-Cyr, p. 103.
22. ↑  (EN) Albert Seaton, The Austro-Hungarian army of the Napoleonic wars, Londra, Osprey, 1973,  p. 15, ISBN 978-0-85045-147-4.
23. ↑  Le Spectateur, pp. 596-597.
24. ↑  Jourdan, pp. 96-97.
25. ↑  Thiers, p. 301.
26. ↑  Rothenberg, p. 74; Phipps, pp. 49-50.
27. 1 2 3 4 5 6  Thiers, p. 302.
28. ↑  Thiers, pp. 301-302.
29. ↑  Saint-Cyr, p. 108; Gallagher, pp. 76-77.
30. ↑  Phipps, pp. 49-50; Blanning, p. 232.; Rothenberg, p. 74.
31. ↑  Rothenberg, p. 74.
32. ↑   Francesco Vicari, La campagna di Suvorov attraverso le Alpi svizzere nel 1799 (PDF), in Rivista militare della Svizzera italiana, n. 4, luglio/agosto 1999,  p. 20. URL consultato il 18 ottobre 2014.
33. ↑   Mariano d'Ayala, Dizionario militare francese-italiano, The British Library, 1841.
34. ↑   Dario Gariglio, 1706, l'assedio di Torino, Blu Edizioni, 2005, ISBN 978-88-7904-008-2.
35. ↑  Rothenberg, pp. 70-74; Jourdan, pp. 65–88; 96–100.; Blanning, p. 232.
36. ↑  Jourdan, p. 164.
37. ↑  Young, p. 228.
38. ↑  Saint-Cyr, p. 108; Young, pp. 229-231.
39. ↑  Saint-Cyr, p. 118.
40. ↑  Saint-Cyr, p. 119.
41. ↑  Jourdan, p. 145; The Times, 5 aprile 1799.
42. ↑  Jourdan, pp. 145-146.
43. ↑  Saint-Cyr, pp. 120-124.
44. ↑  Jourdan, p. 160.
45. ↑  Graham, pp. 67-68.
46. ↑  Cust, p. 166; Alison, p. 115; Phipps, pp. 49-50; Young, pp. 229-231.
47. 1 2  Graham, p. 68.
48. ↑  Jourdan, pp. 158-159.
49. ↑  Phipps, pp. 78-79; Young, pp. 229-231.
50. ↑  Jourdan, pp. 159-161.
51. ↑  Jourdan, p. 161; Cust, p. 166.
52. ↑  (EN) The Times, 5 aprile 1799.; altre fonti riportano che perse un braccio: Vedi (EN) "Private Correspondence" in The Times - col A., 8 aprile 1799,  p. 3.
53. ↑   David G. Chandler (a cura di) - Tradotto da F. Caposio, I marescialli di Napoleone. Gli uomini che combatterono da Marengo a Austerlitz a Wagram a Mosca a fianco dell'imperatore, Bureau Biblioteca Univ. Rizzoli, 1996,  pp. 625-626, ISBN 978-88-17-11695-4.
54. 1 2  Kessinger, p. 3.
55. ↑  Jourdan, pp. 172-173.
56. ↑  Gallagher, p. 76; Phipps, pp. 49-50.
57. ↑  Thiers, p. 303.
58. ↑  Phipps, pp. 49-50; Smith, p. 148.
59. 1 2  Jourdan, p. 173.
60. 1 2 3 4  Gallagher, p. 78.
61. ↑  Thiers, pp. 303-304.
62. ↑  (EN) William Deans, A History of France from Earliest Times to the Present Day, vol. 2, Londra, A. Fullarton, 1882,  p. 645.; Young, p. 230.
63. ↑  Saint-Cyr, p. 140.
64. ↑  (DE) Carl von Clausewitz, Hinterlassene Werke ueber Krieg und Kriegsfuehrung, vol. 5, Berlino, F. Duemmler, 1858,  p. 105.
65. ↑  Saint-Cyr, p. 139; Le Spectateur, p. 597.
66. 1 2 3  Thiers, p. 304.
67. ↑  Jourdan, p. 194; Young, p. 230.
68. 1 2  (DE) Jens-Florian Ebert, Feldmarschall-Leutnant Fürst zu Fürstenberg in Die Österreichischen Generäle 1792–1815, su napoleon-online.de. URL consultato il 27 febbraio 2015.
69. ↑  Jourdan, p. 177.
70. ↑  Jourdan, p. 180.
71. ↑  Alison, p. 115; Phipps, pp. 49-50.
72. ↑  Alison, p. 116; Jourdan, p. 192.
73. 1 2 3 4  Gallagher, p. 79.
74. ↑  Jourdan, p. 189; Le Spectateur, p. 597.
75. ↑  Gallagher, pp. 78-79; Alison, pp. 116-117.
76. ↑  Jourdan, pp. 197-199.
77. ↑  Thiers, p. 305.
78. 1 2  Thiers, p. 306.
79. ↑  Jourdan, pp. 202-203; Saint-Cyr, p. 160; Alison, p. 117.
80. ↑  Alison, p. 117; Blanning, p. 232.
81. ↑  Jourdan, pp. 203-204.
82. ↑  Jourdan, pp. 200-201.
83. ↑  Blanning, p. 232; Deans, p. 645; Phipps, p. 50; Rothenberg, p. 79; Young, p. 230; Jourdan rivendica la vittoria per i suoi uomini nelle sue memorie, Jourdan, p. 200; anche Digby Smith la attribuisce ai francesi, Smith, p. 148.
84. ↑  Deans, p. 645; Jourdan, pp. 204-205.
85. ↑  Saint-Cyr, pp. 167-168.
86. ↑  Saint-Cyr, p. 170; Alison, p. 117.
87. ↑  Dodge, pp. 581-582.